# Kladruby nad Labem
Kladruby nad Labem település Csehországban, a Pardubicei járásban. Kladruby nad Labem Žiželice, Klamoš, Chlumec nad Cidlinou, Trnávka, Selmice, Semín, Újezd u Přelouče, Strašov, Řečany nad Labem, Hlavečník és Tetov településekkel határos. Lakosainak száma 689 fő (2024. január 1.).

## Népesség
A település lakosságának változását az alábbi diagram mutatja:
| Lakosok száma | 933  | 949  | 1105 | 817  | 807  | 660  | 649  | 640  | 606  | 689  |
|               | 1869 | 1890 | 1921 | 1950 | 1980 | 2001 | 2017 | 2019 | 2022 | 2024 |